# Game Boy Advance SP
De Game Boy Advance SP is een draagbare spelcomputer, uitgebracht in 2003 door de Japanse fabrikant Nintendo als onderdeel van hun Gameboy productlijn. De SP staat voor Special Project.
De Game Boy Advance SP werd op de markt gebracht als verbeterde versie van de originele Game Boy Advance uit 2001. De SP beschikt over een ingebouwde schermverlichting, een oplaadbare lithium-ionbatterij en een geheel nieuw ontwerp. De spelcomputer is nu opvouwbaar, om zowel ruimte te besparen alsmede het lcd-scherm te beschermen wanneer het apparaat niet gebruikt wordt.
De batterij van de Game Boy Advance SP heeft op de felste stand van het beeldscherm 7 tot 10 uur speeltijd voordat hij opnieuw moet worden geladen. Dat kan uitgebreid worden door het beeldscherm minder fel te zetten.
De oplaadtijd is 3 uur. Er kan verder gespeeld worden tijdens het opladen, maar dan duurt het wel langer voordat hij vol is.
Nintendo heeft de SP in verschillende uitvoeringen op de markt gebracht, waaronder een gouden Zelda-editie, een rode Mario-editie en een rode en een blauwe Pokémon-editie.

## Techniche specificaties
- Processor: 16,8 MHz, 32 bit-ARM7TDMI met geïntegreerd geheugen
- Co-processor: 8 bit-Zilog Z80 op 4 of 8 MHz voor achterwaartse compatibiliteit.
- Geheugen: 32 kilobyte + 96 kilobyte VRAM (intern in de processor), 256 kilobyte DRAM (extern)
- Schermresolutie: 240 x 160 pixels
- Kleuren: 15 bit RGB, 511 gelijktijdige kleuren in "character mode", 32.768 gelijktijdige kleuren in "bitmap mode"
- Software: compatibel met alle Game Boy- en de meeste Game Boy Color-spellen.
- Afmetingen (dicht): 84,6 x 82 x 24,3 mm
- Gewicht: 143 gram
- Beeldscherm: een 74mm-lcd-scherm
- Lichtbron: een vanaf de voorkant belicht lcd
- Batterijduur: 10 uur onafgebroken speelduur met ingeschakeld licht. 18 uur zonder lichtbron.[1]

## Backlightmodel

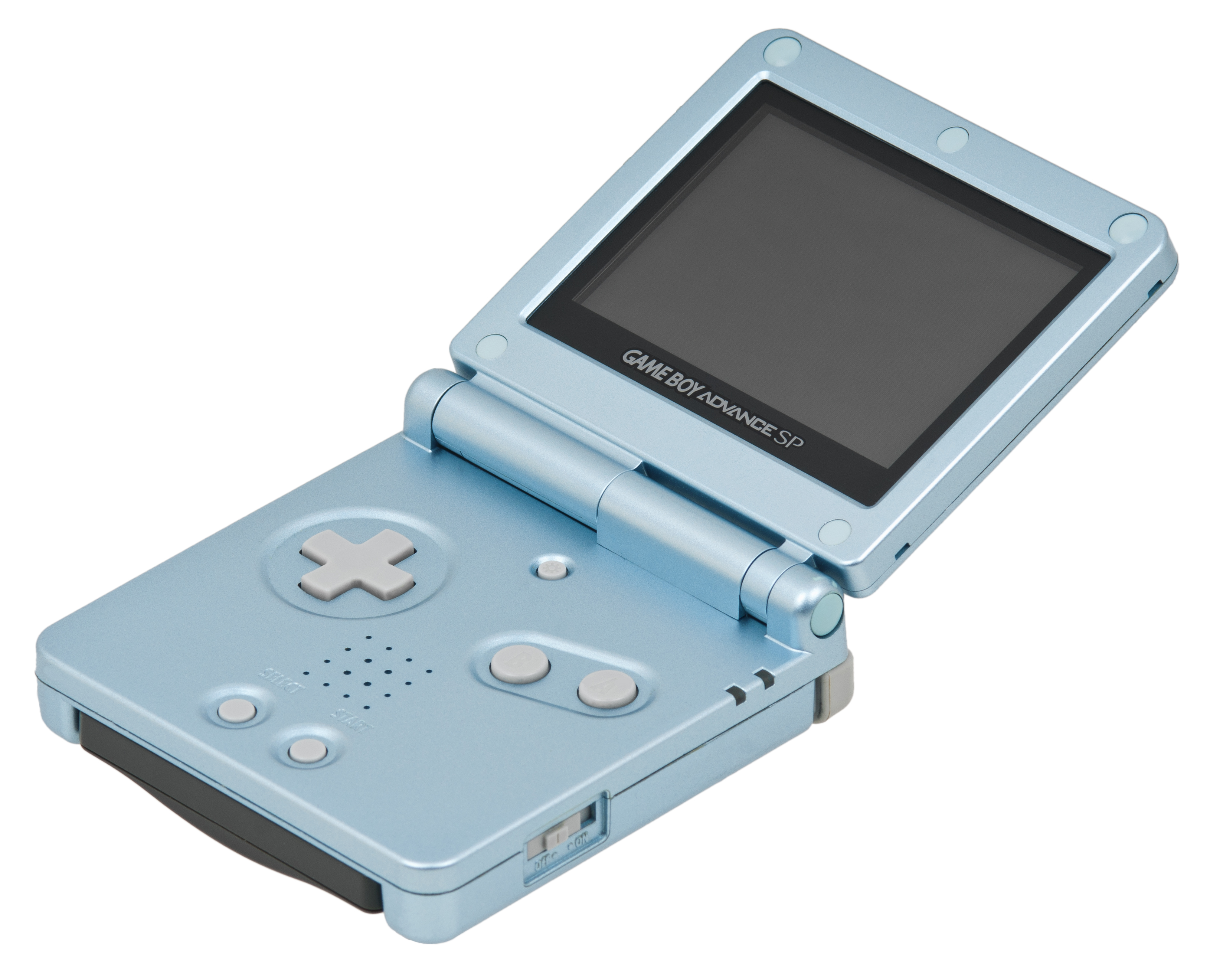
Het AGS-101 GBA SP-model met een verbeterd backlight-scherm.

In september 2005 bracht Nintendo een verbeterde versie uit van de Game Boy Advance SP, het AGS-101-model. Deze versie heeft een backlight-scherm dat verlicht is aan de achterzijde en beschikt over een hogere lichtopbrengst.
Het AGS-101-model werd zeer beperkt uitgebracht in Europa. Beschikbare kleuren waren Surf Blue, roze, en een Tribal-editie. 

### Hoofdtelefoon-aansluiting

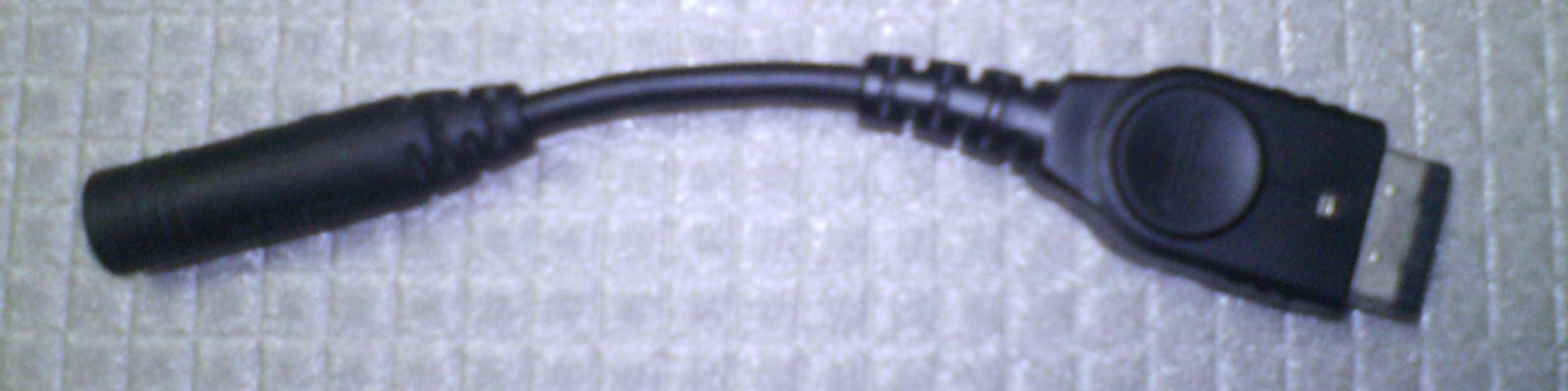
Hoofdtelefoonverloopstekker

Nintendo heeft de stereohoofdtelefoonaansluiting op de SP verwijderd, die in alle voorgaande modellen aanwezig was. Specifiek ontworpen hoofdtelefoons voor de Game Boy Advance SP waren verkrijgbaar in de handel, of er kon een eventuele verloopstekker worden aangeschaft die in de opladerpoort kan worden gestoken.
Aangezien zowel de oplader als de hoofdtelefoon hun aansluiting delen is het niet mogelijk de SP op te laden en gelijktijdig de hoofdtelefoon te gebruiken. Er waren zogenaamde splitters verkrijgbaar die de aansluiting verdelen in een opladerpoort en een koptelefoonpoort.

## Spellen
Achterwaartse compatibiliteit met Game Boy- en Game Boy Color-spellen wordt verzorgd door een ingebouwde Z80-coprocessor. Hiermee is het mogelijk om oudere spellen op de Game Boy Advance SP te spelen.
De Game Boy Advance SP kent een selectie van platformspellen, rollenspellen, en klassieke spellen die zijn geconverteerd uit eerdere spelsystemen. Hieronder valt zowel de Super Mario Advance-serie, als terugwaartse compatibiliteit met eerdere Game Boy-titels.
Spelcomputers · Draagbare spelcomputers (Lijst van draagbare spelcomputers)